# Chien indispensable
Chien indispensable est le 34e tome de la série de bande dessinée Cubitus, créée par Dupa. Paru le 3 mai 1997, cet album contient 48 pages, illustrant chacune un gag différent.